# 低分子量ヘパリン
低分子量ヘパリン（ていぶんしりょうヘパリン、Low-molecular-weight heparin；LMWH）は、抗凝固薬の一種である。血栓の予防や静脈血栓塞栓症（深部静脈血栓症、肺塞栓症）の治療、心筋梗塞の治療などに使用される。
ヘパリンは天然に存在する多糖類で、血栓の原因となる凝固を抑制する作用がある。天然ヘパリンは、さまざまな長さ（分子量）の分子鎖から構成されている。医薬品グレードのヘパリンは、5000Daから4万Da以上のさまざまな分子量の鎖が分散の大きな製品を構成している。これに対し、LMWHは、比較的短い糖鎖のみから構成されている。LMWHは、平均分子量が8000Da未満で、全鎖の少なくとも60%が8000Da未満のヘパリン塩と定義される。これらは、高分子ヘパリンをさまざまな方法で分画または解重合することにより得られる。
豚の腸や牛の肺などの天然物由来のヘパリンは、血栓症予防のために治療的に投与することができる。しかし、天然物、すなわち未分画ヘパリンの効果は、LMWHよりも予測困難である。

## 未分画ヘパリンとの違い
ヘパリン（＝未分画ヘパリン）との違いは以下のとおりである。
- 平均分子量：ヘパリンは約15kDa、LMWHは約4.5kDaである[4]。
- 術後の静脈血栓塞栓症予防用途では、ヘパリンよりも皮下投与回数が少ない。
- 静脈血栓塞栓症の治療や不安定狭心症において、高用量ヘパリンの静脈内投与に代えて、1日1～2回の皮下注射を行う。
- 高用量ヘパリンのような凝固パラメータ（APTT）のモニタリングは必要ない[5]。
- 出血のリスクが少ない可能性がある。
- 長期使用における骨粗鬆症のリスクが少ない。
- ヘパリンの副作用であるヘパリン起因性血小板減少症のリスクが小さい。
- ヘパリンの抗凝固作用は硫酸プロタミンで通常可逆的であるが、LMWHに対するプロタミンの作用は限定的である。
- LMWHはヘパリンに比べトロンビンに対する作用が弱いが、第Xa因子に対する作用はほぼ同じである。
- 腎クリアランスの関係から、LMWHは未分画ヘパリンが安全に使用できる腎臓病患者には禁忌とされている。

## 禁忌
LMWH、ヘパリン、亜硫酸塩またはベンジルアルコールに対するアレルギーのある患者、活動性の大出血のある患者、ヘパリンによる血小板数低下（ヘパリン起因性血小板減少症）の病歴のある患者では、LMWHの使用を避ける必要がある。脳出血や消化管出血などの急性出血では、高用量の投与は禁忌とされている。LMWHは、未分画ヘパリンよりも排泄を腎機能に依存しているため、腎不全患者では生物学的半減期が延長することがあり、クレアチニンクリアランス（CrCl）<30mL/minの環境での使用は避ける必要がある。未分画ヘパリンを代わりに使用する以外に、投与量を減らしたり、抗Xa活性をモニタリングして治療の指針とすることが可能な場合がある。

## 副作用
最も一般的な副作用は、出血（重篤または致死的）、アレルギー反応、注射部位反応、および肝酵素検査の上昇（通常は無症状）である。ヘパリンおよびLMWHの使用は、時に血小板数の減少を引き起こし、ヘパリン起因性血小板減少症と呼ばれる合併症を引き起こすことがある。臨床的に良性で非免疫性の可逆性型（I型）と稀でより重篤な免疫介在型（II型）の2種類が報告されている。HIT II型は、ヘパリンと血小板第4因子（PF4）の複合体を認識する自己抗体の形成によって引き起こされ、したがって血栓性合併症のかなりのリスクを伴う。その発生率を推定することは困難であるが、未分画ヘパリンで治療した患者の5％、LMWHで治療した患者の1％程度に達する可能性がある。

### 解毒薬
LMWHの抗血栓作用を中和する必要がある臨床場面では、ヘパリンと結合して中和するプロタミンが使用されている。動物実験およびin vitro の研究により、プロタミンはLMWHのアンチトロンビン活性を中和し、APTTおよびトロンビン時間を正常化することが実証されている。しかしながら、プロタミンはLMWHの抗第Xa因子活性を部分的にしか中和しないと思われる。ヘパリンの分子量はプロタミンとの相互作用に影響を与えるため、抗第Xa因子が完全に中和されないのは、LMWHへのプロタミン結合が低下しているためと考えられる。プロタミンは、使用に際して高度な注意が必要な医薬品である。

## 作用機序
アンチトロンビン（AT）はセリンプロテアーゼ阻害剤であり、血漿中の主要な凝固プロテアーゼ阻害剤である。LMWHは、5糖の配列を介してATに結合することにより、凝固過程を阻害する。この結合は、ATの構造変化をもたらし、活性化第X因子（第Xa因子）の阻害を加速する。ヘパリンによって活性化されたATと異なり、LMWHによって活性化されたATはトロンビン（IIa因子）を阻害できず、凝固第Xa因子を阻害するのみである。
LMWHの効果は、部分トロンボプラスチン時間（PTT）または活性化凝固時間（ACT）試験で許容できる範囲で測定することができない。むしろLMWH療法は、凝固時間ではなく抗第Xa因子活性を測定する抗第Xa因子アッセイによってモニターされる。抗第Xa因子測定法の方法は、患者の血漿に既知の量の過剰な組換え第X因子と過剰なアンチトロンビンを添加することである。もし、患者の血漿中にヘパリンまたはLMWHが存在すれば、アンチトロンビンと結合して第X因子と複合体を形成し、第X因子になるのを阻害する。残存する第Xa因子の量は血漿中のヘパリン・LMWHの量に反比例する。残留第Xa因子の量は、第Xa因子の天然基質を模倣した発色基質を添加し、残留第Xa因子を切断させ、発色化合物を放出させ、分光光度計で検出することが可能である。過剰量のアンチトロンビンが反応に供されるため、患者のアンチトロンビン欠乏は測定に影響を及ぼさない。結果は抗第Xa因子の単位/mLで示され、値が高いほど血漿サンプル中の抗凝固性が高く、値が低いほど抗凝固性が低いことを示している。
LMWHは抗Xa因子活性が70ユニット/mg以上で、抗Xa因子活性と抗トロンビン活性の比が1.5以上である。
| LMWH                | 日本承認 | 平均分子量 | 抗Xa/抗IIa活性比 |
| ------------------- | -------- | ---------- | ---------------- |
| Bemiparin           |          | 3600       | 8.0              |
| Nadroparin          |          | 4300       | 3.3              |
| Reviparin           |          | 4400       | 4.2              |
| エノキサパリン      | ○        | 4500       | 3.9              |
| パルナパリン        | ○        | 5000       | 2.3              |
| ダルテパリン        | ○        | 5000       | 2.5              |
| Certoparin          |          | 5400       | 2.4              |
| Tinzaparin          |          | 6500       | 1.6              |
| Gray E et al. 2008. |          |            |                  |

## 製造工程

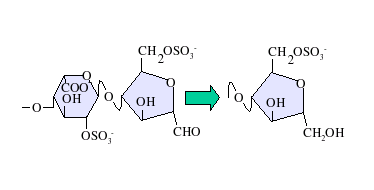
IdoA(2S)のアンヒドロマンノースは、アンヒドロマンニトールに還元される。

低分子ヘパリンの製造には、さまざまなヘパリン解重合法が用いられている。以下にその方法を示す。
- 過酸化水素による酸化的解重合（アルデパリン）
- 亜硝酸イソアミルによる脱アミノ化開裂（セルトパリン）
- アルカリβ-脱離開裂を用いるヘパリンのベンジルエステル切断（エノキサパリン）
- Cu2+と過酸化水素による酸化的解重合（パルナパリン）
- ヘパリナーゼ酵素によるβ-脱離開裂（チンザパリン）
- 亜硝酸による脱アミノ化開裂（ダルテパリン、リビパリン、ナドロパリン）

亜硝酸による脱アミノ化開裂により、生成するオリゴ糖の還元末端に天然に存在しないアンヒドロマンノース残基が形成される。これはその後、適切な還元剤を用いてアンヒドロマンニトールに変換することができる。

UA(2S)-GlcNS(6S)

同様に、化学的および酵素的なβ-脱離により、非還元末端に不飽和のウロン酸残基（UA）が形成される。
これらとは別に、低分子ヘパリンは単純な二糖類から化学酵素的に合成することもできる。

### LMWH間の違い
LMWHは調製のプロセスで特性がさまざまに変わる。例えば、ダルテパリンとナドロパリンを比較すると、異なるプロセスで製造された製品よりも類似している。しかし、エノキサパリンとチンザパリンを比較すると、化学的、物理的および生物学的特性に関して、両者は非常に異なっていることが判る。
予想されるように、明確に異なるプロセスで調製された製品は、物理的、化学的、生物学的特性において非類似である。したがって、解重合プロセスのわずかな変更によって、あるLMWHの構造または組成が大幅に変化する可能性がある。
そのためすべてのLMWHについて、最終的なLMWH製品の同一性と臨床結果の予測可能性を保証するために、厳密に定義された解重合手順が必要とされる。LMWHは生物由来製品であり、生物学的または化学的な汚染がないことは製造手順に依存して保証されている。したがって、製造されたLMWHの最高品質を保証して患者の安全を担保するためには、厳格な製造方法と厳格な品質保証手順を採用することがきわめて重要である。これらの品質保証は、原料（粗ヘパリン）の採取から最終的なLMWH製品に至るまで、効果的に実施される必要がある。
このように、LMWHは分子的、構造的、物理化学的、生物学的特性など多くの重要な点において異なるため、米国食品医薬品局、欧州医薬品庁、世界保健機関などいくつかの機関は、臨床的に同等ではない個々の製品であるとみなしている。国際的なガイドラインによれば、個々のLMWHの選択は、それぞれの適応症に対する臨床的な安全性と有効性が証明されたものにもとづいて行われるべきであるとされている。

## 参考資料
1. ↑  Weitz JI; Weitz, Jeffrey I. (1997). “Low-molecular-weight heparins”. N Engl J Med 337 (10):  688–98. doi:10.1056/NEJM199709043371007. PMID 9278467.
2. 1 2 3  “Production and chemical processing of low molecular weight heparins”. Seminars in Thrombosis and Hemostasis 25 Suppl 3:  5–16. (1999). PMID 10549711.
3. ↑  “Parenteral anticoagulants: Antithrombotic Therapy and Prevention of Thrombosis, 9th ed: American College of Chest Physicians Evidence-Based Clinical Practice Guidelines”. Chest 141 (2 Suppl):  e24S–43S. (2012). doi:10.1378/chest.11-2291. PMC 3278070. PMID 22315264.
4. ↑  Michael D Randall; Karen E Neil (2004). Disease management. 2nd ed. London: Pharmaceutical Press. 186.
5. ↑  “Archived copy”. 2012年7月7日時点のオリジナルよりアーカイブ。2010年2月7日閲覧。
6. ↑  Lim, W; Dentali, F; Eikelboom, JW; Crowther, MA (2 May 2006). “Meta-analysis: low-molecular-weight heparin and bleeding in patients with severe renal insufficiency.”. Annals of Internal Medicine 144 (9):  673–84. doi:10.7326/0003-4819-144-9-200605020-00011. PMID 16670137.
7. ↑  Garcia, DA; Baglin, TP; Weitz, JI; Samama, MM; American College of Chest, Physicians (February 2012). “Parenteral anticoagulants: Antithrombotic Therapy and Prevention of Thrombosis, 9th ed: American College of Chest Physicians Evidence-Based Clinical Practice Guidelines.”. Chest 141 (2 Suppl):  e24S–43S. doi:10.1378/chest.11-2291. PMC 3278070. PMID 22315264.
8. 1 2 3  “Prevention and treatment of venous thromboembolism. International Consensus Statement (guidelines according to scientific evidence)”. International Angiology : A Journal of the International Union of Angiology 25 (2):  101–61. (June 2006). PMID 16763532.
9. ↑  Kelton, J.G. (2002-03). “Heparin-induced thrombocytopenia: an overview” (英語). Blood Reviews 16 (1):  77–80. doi:10.1054/blre.2001.0189.
10. ↑  “Intravenous low-molecular-weight heparins compared with unfractionated heparin in percutaneous coronary intervention: quantitative review of randomized trials”. Archives of Internal Medicine 167 (22):  2423–30. (December 2007). doi:10.1001/archinte.167.22.2423. PMID 18071163.
11. 1 2  Jeske W, Walenga J, Fareed J. Differentiating between the Low-Molecular-Weight-Heparin used for VTE treatment and prophylaxis. Thromb Clin. 2008;2(3)
12. ↑  enotes.com > Encyclopedia of Nursing & Allied Health > Coagulation Tests Retrieved on April 5, 2010
13. 1 2 3 4  massgeneral.org > Heparin Antifactor Xa Assay Archived 2009-08-08 at Archive.is Page Updated: September 18, 2009
14. ↑  European Pharmacopedia Commission (October 1991). “LOW MOLECULAR MASS HEPAFUNS”. Pharmeuropa 3:  161–165.
15. ↑  Gray, Elaine; Mulloy, Barbara; Barrowcliffe, Trevor (2008). “Heparin and low-molecular-weight heparin” (英語). Thrombosis and Haemostasis 99 (11):  807–818. doi:10.1160/TH08-01-0032. ISSN 0340-6245.
16. ↑  Xu, Y.; Masuko, S.; Takieddin, M.; Xu, H.; Liu, R.; Jing, J.; Mousa, S. A.; Linhardt, R. J. et al. (2011). “Chemoenzymatic Synthesis of Homogeneous Ultralow Molecular Weight Heparins”. Science 334 (6055):  498–501. Bibcode: 2011Sci...334..498X. doi:10.1126/science.1207478. PMC 3425363. PMID 22034431.
17. ↑  WHO Working Group on Biological Standardization of Unfractionated Heparin, WHO Headquarters, Geneva, Switzerland, 7–8 September 1999
18. ↑  EMA/CHMP/BMWP/118264/2007. Guideline on non-clinical andclinical development of similar biological medicinal products containing Low-molecular-weight-heparins. March 2009.
19. ↑  Nightingale, S. L. (1993). “The US Food and Drug Administration (FDA) alert”. JAMA 270 (14):  1672. doi:10.1001/jama.270.14.1672. PMID 8411485.